# Селецкис, Ивар
И́вар Я́зепович Селе́цкис (латыш. Ivars Seleckis; род. 22 сентября 1934, Рига, Латвия) — латвийский кинорежиссёр-документалист и оператор. Заслуженный деятель искусств Латвийской ССР (1975).

## Биография
В 1957 году окончил Латвийский сельскохозяйственный университет, а в 1966 году — операторский факультет ВГИКа. С 1958 года состоит в штате Рижской киностудии. В 1964 году вступил в КПСС.
Брат Андрис Селецкис тоже кинооператор.

## Фильмография

### Оператор
- 1963 — Берег
- 1965 — Репортаж года
- 1965 — Горько (на «Молдова-фильм»)
- 1966 — Кулдигские фрески
- 1968 — Гвинейские встречи
- 1969 — Улов
- 1971 — Твой день зарплаты
- 1973 — От Кентавра
- 1975 — Лето мотоциклистов (х/ф, с Калвисом Залцманисом)
- 1982 — Краткое наставление в любви (х/ф)
- 1988 — Улица Поперечная
- 2001 — Новые времена на улице Поперечной
- 2002 — Дива на роликовых коньках
- 2013 — Капитализм на улице Поперечной

### Режиссёр
- 1970 — Валмиерские девушки
- 1973 — Закрома
- 1976 — Зеркало жажды
- 1978 — Женщина, которую ждут
- 1980 — Расширение мира
- 1980 — Начальник участка
- 1988 — Улица Поперечная
- 2001 — Новые времена на улице Поперечной
- 2002 — Дива на роликовых коньках
- 2013 — Капитализм на улице Поперечной

## Награды
- 1967 — Государственная премия Латвийской ССР («Репортаж года»)
- 1971 — Орден «Знак Почёта»
- 1974 — премия Всесоюзного кинофестиваля («Закрома»)
- 1975 — Заслуженный деятель искусств Латвийской ССР
- 1990 — премия «Ника» («Улица Поперечная»)
- 2005 — Офицер ордена Трёх Звёзд